# 그레이트 프리텐더
《그레이트 프리텐더》(GREAT PRETENDER, グレートプリテンダー)는 위트 스튜디오가 제작한 일본의 애니메이션이다. 2020년 6월부터 넷플릭스에선 선행 착신 후, 동년 7월부터 12월까지 후지 TV에서 방영되었다.

## 줄거리
자칭 일본 제일의 천재 사기꾼 '에다무라 마코토'! 그 날도 동료와 둘이서 함께 아사쿠사에 관광 목적으로 방문한 프랑스인을 상대로 사기를 쳐서 한건 하려 했지만 오히려 역으로 사기를 당해 거액의 돈을 빼앗기고 만다. 그 남자의 정체는 마피아마저 가지고 노는 컨피던스 맨인 '로랑 티에리'! 그렇게 에다무라 마코토는 전 세계를 상대로 자행한 엄청난 사기극에 휘말리게 되는데...